# プロホロフカの戦い
プロホロフカの戦い(英語Battle of Prokhorovka)とは第二次世界大戦の東部戦線（独ソ戦）で、1943年7月に行われたクルスクの戦い(ドイツの作戦計画ツィタデレ作戦)のなかの、7月12日にクルスク南東87kmにあるプロホロフカで起きた、独ソ両軍による史上最大の戦車戦の一つ（1941年のブロディ戦車戦が第二次大戦中最大の戦車戦とされる）。ツィタデレ作戦は、ソ連軍突出部を南北から挟撃する攻勢案であるが、ここで衝突したのは南からの攻勢部隊のひとつであるドイツ第4装甲軍の第2SS装甲軍団と、その進撃を阻止すべく反撃に出たソ連軍第5親衛戦車軍。戦闘は夕刻に終わり、戦場はドイツ軍の手に残った。しかし、同じ12日に急変したシチリア情勢に対応するため、ヒトラーがツィタデレ作戦の中止を決めた為、この戦闘の結果をドイツ軍は活かすことはできなかった。

## 戦力

### ドイツ軍
当時、第2SS装甲軍団には3個師団が所属していたが、これらは全て損害を受けていた。第1SS装甲擲弾兵師団、第2SS装甲擲弾兵師団、第3SS装甲擲弾兵師団は合計ティーガーI35両を含む456両の戦車、137両の突撃砲で攻撃に参加した。
7月11日の時点で活動できた戦車は、ティーガー70両を含んだ戦車400両であった。ソビエト赤軍の情報によれば、ドイツ軍は500～700の戦車を保持していたとされる。
ドイツ軍の情報は7月12日の時点であり、正確ではないが、7月11日、第1SS装甲擲弾兵師団、第2SS装甲擲弾兵師団、第3SS装甲擲弾兵師団（それぞれ77両、95両、122両が所属）で204両が使用可能であった。翌日、第1SS装甲擲弾兵師団については数字が明らかではないが、第2SS装甲擲弾兵師団は103両、第3SS装甲擲弾兵師団は121両と報告され、さらにその翌日の13日、それぞれ70両、107両、74両と報告されている。さらに14日には、それぞれ78両、115両、73両、15日には85両、99両、77両と報告され、最後の報告の16日には、96両、103両、96両と報告されている。
第2SS装甲軍団は総計494両のうち、7月12日の時点で約200両の戦車で作戦に参加した。
ドイツ空軍は1個航空艦隊（Fliegerkorps VIII）が参加し、1943年7月5日の時点で966機が所属していた。7月5 - 8日、報告では41機が失われたが、8日 - 11日に関しては定かではない。少なくとも、7月5日から31日の間、クルスク突出部で220機が失われたことだけが判明している。

### ソビエト赤軍
ソビエト赤軍の主力は第5親衛戦車軍であった。第5親衛戦車軍にはおよそ800 - 850の戦車が配属されていたが、その中にはT-70軽戦車が含まれていた。T-34が約409両、T-70が188両、チャーチル歩兵戦車が31両、SU-122とSU-76合わせて48両、そして台数は判明していないがKV-1が配属されていた。なおSU-152 は同じクルスクの戦いでも投入された戦域が異なり、 SU-85の実戦参加は後のドニエプル渡河作戦からである。ソビエト赤軍の情報によれば、これらの数字には第2戦車軍団、第2親衛戦車軍団、第1529狙撃兵連隊の数字は含まれていない。
ソビエト赤軍は第2親衛戦車軍団、第29戦車軍団、第18戦車軍団を最前線に配置、第5機械化軍団と損害を被っていた第2戦車軍団は予備とした。
7月11日午後、第18戦車軍団が144輌の戦車を配置し第29戦車軍団は212輌の戦車、自走砲を配置した。この日投入された部隊を加えてソビエト軍戦車の総数は、およそ500輌に達した。また、第1戦車軍がドイツ第XLVIII装甲軍団に攻撃をしたが、これはプロホロフカの戦車戦には直接関連していない。
結局、この戦いでドイツ軍は最小で294両、最大で429両、ソビエト赤軍は最小で616両、最大で870両が参加したとされる。

## 戦闘前夜

### ドイツ軍
準備のために多少の遅れを見せたが、1943年7月5日、ドイツ軍は攻撃を開始した。第4装甲軍（司令官ヘルマン・ホト）は第2SS装甲軍団を先頭に対戦車陣地、地雷敷設地区、頑強な歩兵陣地で綿密に形成された10 - 15マイルのソビエト赤軍防御陣地へ攻撃を開始し、防衛線を3線突破、攻撃は35キロ進んだが、ソビエト赤軍第1戦車軍に阻止された。
7月5日 - 11日の間に、第2SS装甲軍団はソビエト赤軍第1戦車軍、第69軍との間に突出部を形成する寸前までに至った。この間、ドイツ軍はソビエト赤軍戦車約1,000両を撃破したと主張している。ソビエト赤軍はドイツ第48装甲軍団の攻撃で約1,300の戦死者、7,000の捕虜を出した。第48装甲軍団は戦車170両、180門の対戦車砲、重砲、砲門を奪取したと報告している。
第2SS装甲軍団はプロホロフカで3番目のソビエト赤軍防衛線を突破した。ドイツ軍はソビエト赤軍最後の予備戦力まで撃破しようとしたが、ソビエト赤軍側ではイワン・コーネフ配下のステップ方面軍は反撃する準備が整っていた。7月11日までにドイツ軍の攻撃が成功したことにより、ジューコフはソビエト赤軍最高司令部に、ステップ方面軍から第5親衛戦車軍、第5親衛軍を引き抜き、予備とするよう要請した。第42親衛狙撃兵師団はプロホロフカへ急行、7月11日に到着した。

### ドイツ軍の作戦
ドイツ軍の作戦計画では、クルスクのソビエト赤軍突出部を南部から寸断、北部へ抜けて突出部を撃破することになっていた。第48装甲軍団による攻撃はプショル川をさかのぼって北西に向かうことになっていたが、特にプロホロフカの駅の占領は不可欠であり、第4装甲軍の潤滑な進撃の為に重要であった。これにより、ドイツ軍がソビエト赤軍の後方を撹乱し、クルスク突出部の包囲を可能とするはずであった。

### ソビエト赤軍の反撃作戦
クルスクの戦いは7月11、12日に最高潮を迎えた。ドイツ第2SS軍団の進撃はプロホロフカの駅に到達する可能性があり、ソビエト赤軍第1戦車軍を包囲する可能性が発生、プロホロフカの駅がヴォロネジ方面軍の重要防衛地点となった。
7月11日、ジューコフはステップ方面軍を含む5個軍へ7月12日に反撃を行うよう命令した。第1戦車軍（司令官ミハイル・カチューコフ）を含むソビエト赤軍はドイツ軍を阻止、そして先頭のドイツ軍を撃破した。その他の3個軍が第XLVIII装甲軍団、第LII軍団を攻撃する間、第5親衛戦車軍はSS軍団を攻撃していた。しかし、第5親衛戦車軍の攻撃には多数の問題が発生していた。
最初に砲兵が随伴しておらず、主力戦車が軽戦車であったため装甲と打撃力の不足が存在したが、これに速度で対応しようとした。また、自らが防衛用に設置した対戦車壕へ侵入しなければならなかった。次に、ソビエト空軍は突出部の南側のドイツ軍最進出部へ集中したため、プロホロフカ上空はドイツ空軍が支配した。最後に、戦闘が開始されてすぐに、ドイツ空軍の攻撃によりソビエト赤軍の空軍と陸軍の連携システムが失われてしまっていた。

## 戦闘

### 早朝
7月12日、午前6時50分、第2SS装甲軍団は攻撃を開始、ソビエト赤軍も直ちに反撃を開始した。独ソ両空軍もそれぞれ展開し、空戦も開始された。第2SS軍団は7時10分に「空ではソビエト赤軍が活発に活動している」と報告している。クルスクの戦いの初期には南部において、第2SS軍団を支援するよう命令されていたドイツ空軍第8航空艦隊が654回のミッションをこなす間にソビエト空軍は893回のミッションをこなしていた。第48装甲軍団の攻撃は第3、第52戦闘航空団らが北で散発的に支援を行っていた。
空戦はドイツ地上軍の進撃に極めて重要に作用した。ドイツ空軍による援護が常時ない状態であったため、第48装甲軍団はソビエト空軍の攻撃の前に次第に守勢へ回り始めた。第11装甲師団は「空軍の援護は多少はあったが、それ以上に急降下爆撃を含むソビエト空軍の攻撃が多い」と報告している。
第48装甲軍団はソビエト第1、10戦車軍による攻撃を受けていた。ドイツ空軍も地上攻撃を続けており、He111による攻撃はソビエト第69軍、第5親衛戦車軍に多大な損失を与えた。しかし、第48装甲軍団上空におけるドイツ空軍の活動の停止は、攻撃が停止することを意味していた。
第2SS装甲軍団は空軍の援護無しに第5親衛戦車軍への攻撃を開始した。第5親衛戦車軍と第2SS装甲軍団は同時に攻撃を開始した。ドイツの作戦計画ではそこで形成した橋頭堡を広げるためにペシェル川北部へ第3SS装甲擲弾兵師団が攻撃することになっており、第1、第2SS装甲擲弾兵師団らは攻撃に参加せず、第3SS装甲擲弾兵師団が攻撃に成功するまで防御を担当することになっていた。
ソビエト赤軍は午前9時15分に攻撃開始し、第一派には430両の戦車、突撃砲、第二派は70両が参加した。ドイツ空軍は航空支援を即座に行い、BK-37（37mm機関砲）装備のJu87G,爆装したFw190、MK101（30mm機関砲）装備のHs129らが一斉にソビエト赤軍に襲い掛かかり、支援砲撃の元、ソビエト赤軍を突破した。戦場はソビエト赤軍戦車から流れ出る煙で両軍の視界は悪化した。ソビエト赤軍第29戦車軍団に所属する第31戦車連隊は「我々は敵の対戦車砲と航空攻撃により戦車に多大な損害を被った。10時半、我々はコムソモーレツ農場まで進撃したが、ドイツ空軍による連続空爆のためにそれ以上進むことができず、守勢に回らざるを得なかった。」と報告している。第5親衛戦車軍所属の第18戦車、第29戦車軍団で朝の攻撃時に400～800両の戦車を失った。
このソビエト赤軍が攻撃に失敗した理由として、空軍、陸軍間の連携における怠慢があった。ソビエト空軍はドイツ軍の素早い進撃に対応できなかった。さらにドイツ第48装甲軍団がソビエト赤軍へ攻撃をしている間、ソビエト赤軍第2、第17空軍はドイツ空軍がこの上空を闊歩することを許してしまっていた。ソビエト赤軍第31戦車軍団司令官は「我々への空軍による支援は13時までなかった」と報告しており、第5親衛戦車軍では「我が部隊を攻撃する敵空軍に対して、我が空軍、とくに戦闘機が戦闘を通じて不足であった」と不平を報告している。（ソビエト軍が、増加装甲をつけたPz IV （IV号戦車）をTiger I と誤認したという事があった）

### 午後
ソビエト第5親衛戦車軍は予備戦力を出して、ドイツ第III装甲軍団からの攻撃を阻止した。これらの予備戦力の放出はドイツ第2SS装甲軍団との戦いを痛み分けにできる可能性を無くすものであった。しかし、一方でドイツ軍の進撃も頓挫していた。
多大な損害を被りつつもソビエト赤軍は防衛線を堅守、ドイツ第2SS装甲軍団の進撃を拒んでいた。ソビエト赤軍は午前中の戦闘での経験から、戦車戦のほとんどが午前の4分の1の距離で行われた。
この戦闘で、ドイツ軍は約850名、ソビエト赤軍は約5,500の名の損害であった。戦車の損害については異論が存在しており、ソビエト赤軍は約300両、ドイツ軍は70 - 80両とされている。

## 結果
ソビエト第5戦車軍、ドイツ第2SS装甲軍団のどちらもその日の作戦目標を果たすことはなかった。第5親衛戦車軍はその戦略目的を果たすことなく、第2SS装甲軍団を撃破することができなかった。両軍は翌日も戦闘を継続したが、戦闘は前日と比べて落ち着いていた。
ソビエト赤軍は進撃を継続することで戦車を多数失ったが、これが防御陣地を中心にドイツ軍を消耗させる戦術であれば、ソビエト赤軍の目的は果たせていたとされる。コーネフは自部隊である第5親衛戦車軍を引き抜いて、攻撃に使用することに批判的であった。
ドイツ軍にとっての問題は、クルスク突出部北部で開始されたソビエト赤軍のクトゥーゾフ作戦のため、ソビエト赤軍が予備戦力を投入、そのためドイツ第9軍が猛烈な反撃を受けたことにより、攻撃を中止するようヒトラーが命令したことであった。ヒトラーは当初、このことを考えて「胃がひっくり返りそうになる」と言った。また、ハリコフのミウス川南で新設されたドイツ第6軍に対する攻撃は突出部南側での戦線を維持するために予備戦力の投入を余儀なくされた。そして、国防軍最高司令部は1943年7月10日、連合軍がシチリア島へ上陸したことにより、イタリア戦線強化のために、東部戦線から部隊を引き抜かざるを得なかった。戦術的な勝敗に関係なく、プロホロフカの戦いはソビエト赤軍のプロパガンダの為にソビエト赤軍勝利に書き換えられた。
ドイツ軍は明らかにソビエト赤軍を撃破することができず、そのため、ドイツ軍の意思決定に重要な影響を与えた。このとき、戦略的イニシアティブはまだソビエト赤軍の手中にあった。